# 배질 라이즈데일
배질 라이즈데일(Basil Ruysdael, 1888년 7월 24일 ~ 1960년 10월 10일)은 미국의 오페라 가수, 음악 교육자, 영화배우이다.
저지시티에서 태어났으며 파리에서 사망하였다.

## 영화
- 101마리의 달마시안 개 (1961년)
- 룻 이야기 (1960년)
- 존 웨인의 기병대 (1959년)
- 마지막 함성 (1958년)
- 주발 (1956년)
- 풍운아 데이비 크로켓 (1955년)
- 폭력 교실 (1955년)
- 디즈니랜드 (1954년) - 앤드류 잭슨 역
- 프린스 밸리언트 (1954년)
- 캐리 (1952년)
- 말 많은 세상 (1951년)
- 원 웨이 스트리트 (1950년)
- 부러진 화살 (1950년)
- 콜로라도 테리토리 (1949년)
- 핑키 (1949년)
- 컴 투 더 스테이블 (1949년)
- 코코넛 대소동 (1929년)